# 簕古子
簕古子（学名：Pandanus kaida）为露兜树科露兜树属下的一个种。

## 扩展阅读
維基物種上的相關：簕古子